# 多曼托韋
49°40′32″N 31°54′56″E / 49.67556°N 31.91556°E
多曼托韋（烏克蘭語：Домантове）是位於烏克蘭中部的村莊，由切爾卡瑟州佐洛托諾沙區的伊爾克利伊夫市鎮負責管轄。該村始建於1535年，面積4.87平方公里，海拔高度92米，2001年人口2,245，人口密度每平方公里460.6人。